# رود ایا
رود ایا (به لاتین: Iya) یک رود در روسیه است که در استان ایرکوتسک واقع شده‌است.